# Сороки-Львівські
Сороки-Львівські — село в Україні, в Мурованській сільській громаді Львівського району Львівської області. Населення становить 1378 осіб.

## Населення
За даним всеукраїнським переписом населення 2001 року, в селі мешкало 1378 осіб. Мовний склад села був таким:
| Мова       | Число ос. | Відсоток |
| ---------- | --------- | -------- |
| українська | 1 376     | 99,85    |
| російська  | 1         | 0,15     |

## Історія
Перші згадки про Сороки-Львівські датуються 1421 роком. Заселилося воно, як і всі навколишні села, на початку XV століття. Сучасне село виникло на місці фільварку шляхтича Сроковського. Пізніше село належало вдові Станіслава Гинека — Софії, яка, крім того, мала земельні володіння і у Зимній Воді.
Після 1848 року село з кожним роком все більше і більше активізується у громадському житті. У другій половині 1880-х років тут за сприяння отців П. Бажанського та І. Черепашинського починає діяти читальня «Просвіти», згодом рільники об'єднуються в товариство «Сільський господар», створюється осередок спортивно-пожежно-руханкового товариства «Січ».
Після закінчення другої світової війни в селі був організований та діяв надрайонний провід ОУН. Чимало юнаків стали до лав підпільників. Їхня доля сталася трагічно, наприклад, родина Гринчишиних. Два брати Іван та Володимир Гринчишини приєдналися до УПА, брали участь у багатьох бойових акціях повстанців. Іван загинув у власній хаті під час облоги села підрозділами НКВС, Володимир загинув під Гамаліївкою 28 липня 1950 року, коли прикриваючи відступ своїх побратимів, які попали у пастку «стрибків». Червоною мітлою пройшли більшовики Сороками-Львівськими після того, як було вбито письменника Ярослава Галана. Десять осіб було засуджено на різні терміни ув'язнення. З ними розділив долю і місцевий священик о. Денис Лукашевич зі своєю родиною — дружиною та трьома дітьми. Через те, що в Сороках-Львівських була явочна квартира зв'язку Крайового проводу ОУН, яку неодноразово відвідував головнокомандувач УПА Роман Шухевич.

## Пам'ятки
Біля дороги стоїть дерев'яний храм Богоявлення Господнього. Як випливає з церковного інвентарю 1839 року в селі вже була дерев'яна церква Богоявлення Господнього, збудована близько 1689 року. У 1740 році церква разом з дзвіницею були покриті ґонтом. Деканальна візитація місцевої парафії Сороки відбулися 18 липня 1839 року. Після її закінчення був складений акт, в якому записано, що церква є досить великою, має 150 років (згідно з написом на будівлі. Отже, храм збудований 1677 року), але дерев'яні стіни дуже поточені шашелем. Перед візитацією її намагалися поправляти. У червні 1870 року декан знову відвідав парафію. Він зазначив, що храм був відновлений та позолочений. У 1900 році на місці давньої церкви, хоча і відремонтованої церкви, майстер Петро Копчук збудував нову дерев'яну. 1924 року на дзвіницю встановили два нових дзвони. До початку другої світової війни покровителями церкви були Юрій та Марія Стойовські, землевласники з сусідніх Ляшок-Мурованих (нинішнє село Муроване). Святиня була відреставрована у 1954—1955 та 1967 роках. 
Хрестоподібна у плані, велика триверха церква, оточена широким піддашшям. З північного боку до вівтаря прибудована мурована ризниця. Шоломові бані завершують масивні ліхтарі з маківками. Справляють великі враження, на висоту стін вікна, білосніжні кам'яні колони перед входами до церкви і широкі сходи. Також привертають увагу дуже гарні різьблені вхідні двері та оригінальна каплиця біля церковної огорожі. Нині храм належить УГКЦ.
Також в селі діє храм святих апостолів Петра і Павла, що належить до Пустомитівського деканату, Львівської єпархії ПЦУ.

## Відомі люди

### Народилися
- Дуда Михайло (псевдо «Громенко»; 21 листопада 1921 — 7 липня 1950) — український військовий діяч, старший лейтенант Української повстанської армії, командир «Залізної сотні» («Ударники-2»), що входила до складу 2-го Перемишльського куреня 26-го територіального відтинку «Лемко» оперативної групи УПА-Захід. Лицар Золотого Хреста Бойової Заслуги 1-го класу (посмертно).
- Лаба Роман Романович (нар. 1966) — радянський та український футболіст і тренер.

### Мешкали
- Ольга-Олександра Бажанська-Озаркевич — вчителювала, записувала прислів'я, народні пісні